# Catedral de Breslavia
La catedral de san Juan el Bautista en Breslavia (en polaco: Archikatedra św. Jana Chrzciciela, en alemán: Breslauer Dom, Kathedrale St. Johannes des Täufers), es la iglesia sede de la arquidiócesis de Breslavia y un hito de la ciudad de Breslavia en Polonia. La catedral, ubicada en el distrito de Ostrów Tumski, es una iglesia gótica con añadidos neogóticos. La actual catedral es la cuarta iglesia que ha sido construida en ese sitio y fue casi ampliamente reconstruida después de los daños que sufrió por los bombardeos de la Segunda Guerra Mundial.
En 1907, la catedral fue declarada basílica.

## Historia

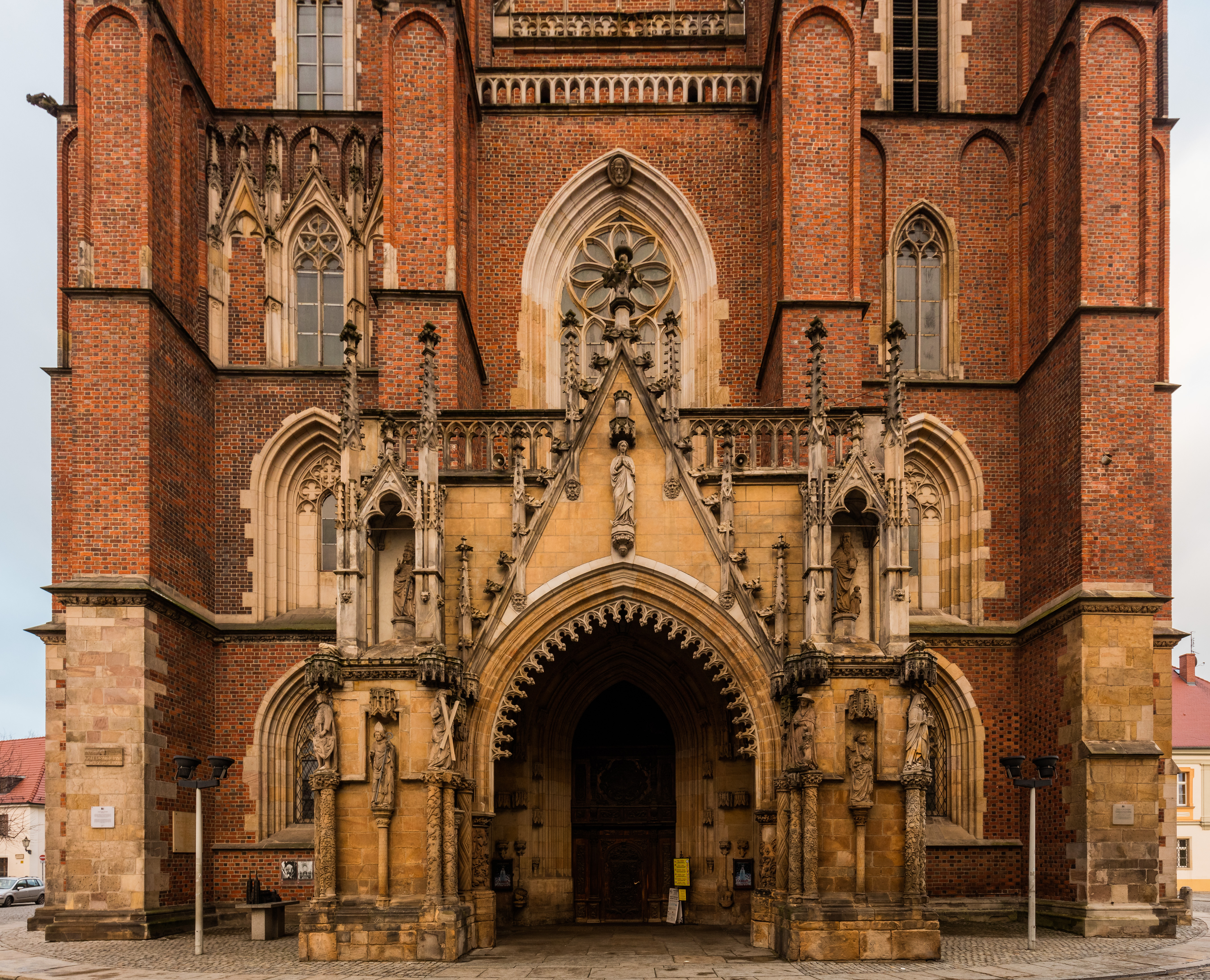
Portada de la facha occidental.

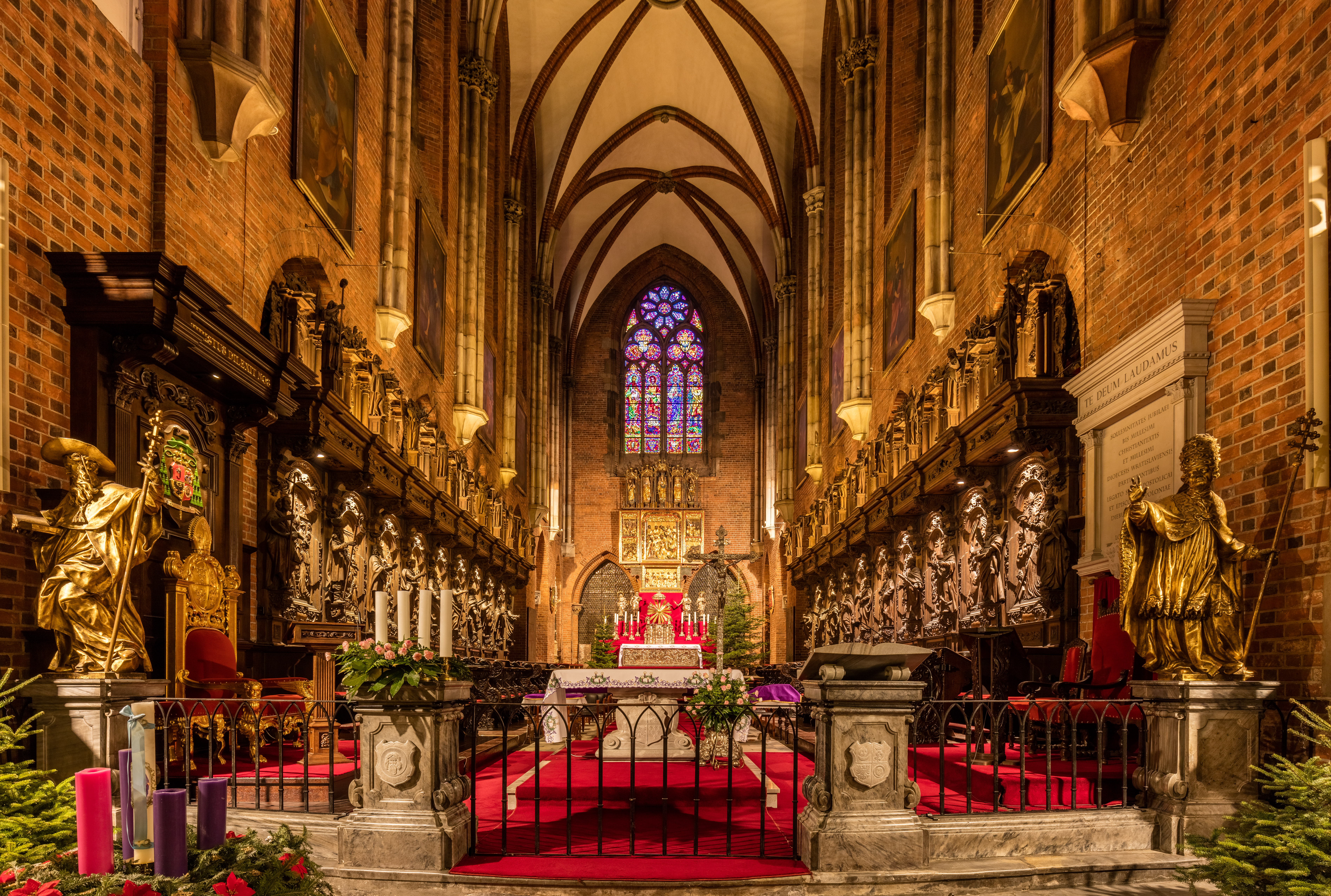
Vista de la sillería.

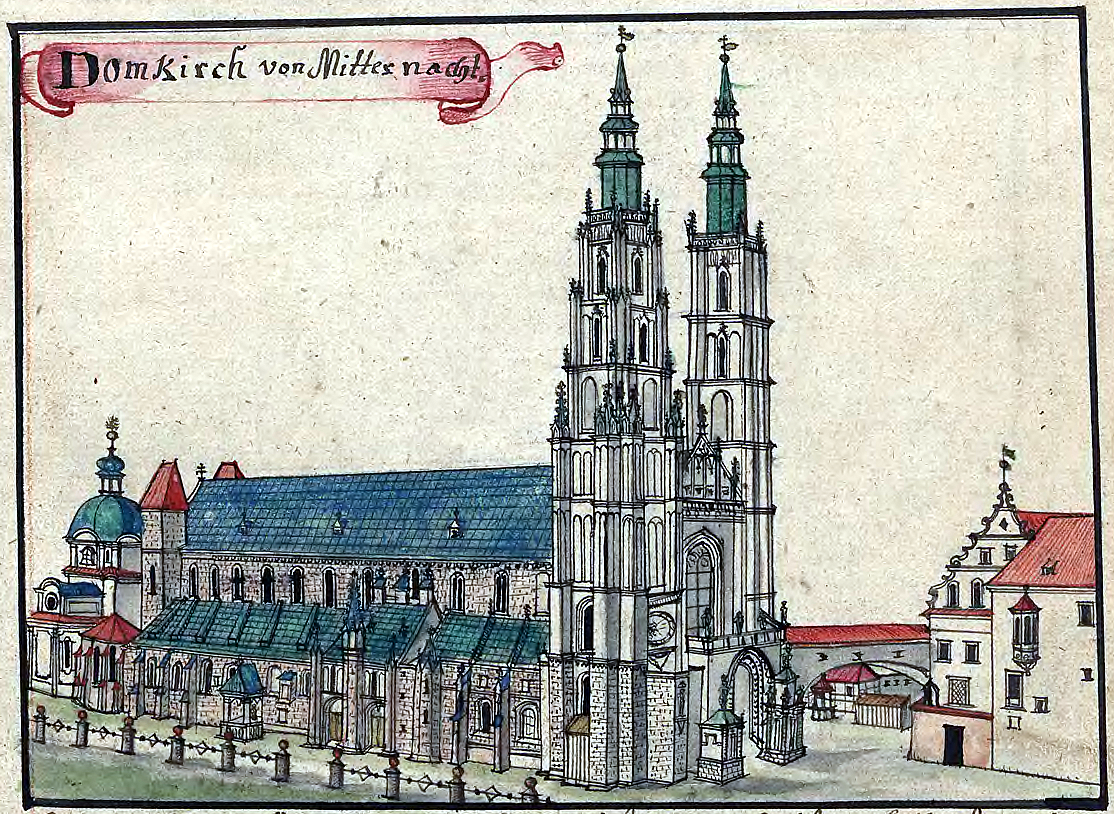
Catedral en el.

Una primera iglesia en el lugar de la actual catedral fue construida bajo el dominio de la dinastía de los Přemyslidas a mediados del siglo X, un edificio de piedra sin labrar con una única nave de unos 25 m de longitud, que tenía un transepto distintivo y un ábside. Después de la conquista polaca de Silesia y de la fundación de la diócesis de Breslavia bajo el duque Piasta Bolesław I Chrobry alrededor de 1000, esa iglesia bohemia fue reemplazada por una edificación basilical más grande, con tres naves, una cripta, y torres en su lado oriental. La primera catedral fue sin embargo destruida muy pronto, probablemente por las tropas invasoras del duque Bretislao I de Bohemia alrededor de 1039.
Una iglesia mayor, de estilo románico, fue construida pronto en su lugar en los tiempos del duque Casimiro I el Restaurador, y se expandió de forma similar a la catedral de Płock a instancias del obispo Walter de Malonne en 1158.
Después del final de la invasión mongola, la iglesia fue de nuevo en gran parte reconstruida en el actual estilo gótico báltico o gótico de ladrillo. Fue el primer edificio de la ciudad construido en ladrillo, cuando comenzó la construcción del nuevo coro y del deambulatorio en 1244. La nave, con sacristía y los cimientos de los prominentes campanarios occidentales no se añadieron hasta 1341 bajo el mandato del obispo Nanker.
El 19 de junio de 1540, un incendio destruyó la cubierta, que fue restaurada 16 años después, en estilo renacentista. Otro incendio, el 9 de junio de 1759, quemó la torres, cubierta, sacristía y manuscritos. El daño fue reparado lentamente durante los siguientes 150 años . En el siglo XIX, Karl Lüdecke reconstruyó el interior y el lado occidental en estilo neogótico. Además, a principios del siglo XX, también intervino Hugo Hartung, especialmente en las torres arruinadas durante el fuego de 1759.

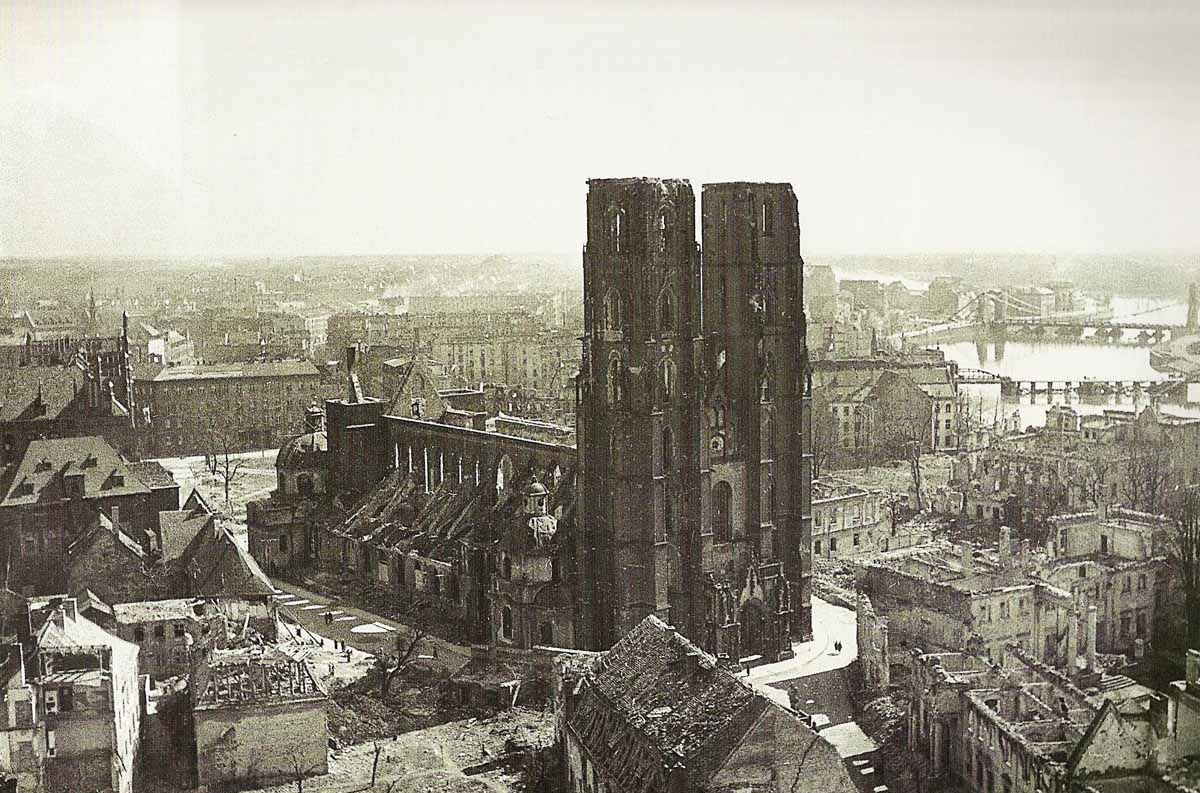
La catedral en 1945, tras los bombardeos de la II Guerra Mundial.

La catedral fue destruida casi en su totalidad (alrededor del 70% de la construcción) durante el sitio de Breslau y el pesado bombardeo del Ejército Rojo en los últimos días de la Segunda Guerra Mundial. Gran parte de los accesorios del interior se salvaron y están ahora en exposición en el Museo Nacional de Varsovia. La reconstrucción inicial de la iglesia duró hasta 1951, cuando fue consagrada de nuevo por el arzobispo Stefan Wyszynski. En los años siguientes, otros aspectos fueron reconstruidos y renovados. La forma original de las torres, cónica, no fue restaurada hasta 1991.
La catedral posee el mayor órgano de tubos de Polonia, construida en 1913 por E.F. Walcker & Sons de Ludwigsburg, Baden-Württemberg, para el Centennial Hall, entonces el mayor órgano del mundo

## Arquitectura y mobiliario
La actual catedral es una basílica gótica de tres naves orientadas rodeadas por un deambulatorio. La catedral tiene tres entradas: la portada principal occidental y dos entradas posteriores desde el norte y el sur.

### Capillas
Detrás del coro hay tres capillas:
- Capilla de Santa Isabel, en el sur, construida en 1682-1700 como mausoleo del obispo Federico de Hesse-Darmstadt.  La capilla fue dedicada a Santa Isabel de Hungría, cuyo culto había sido popular en la ciudad desde la Edad Media. Es un buen ejemplo de la arquitectura barroca y forma el contrapunto de la capilla del Elector. El diseño fue probablemente trabajo de Giacome Schianzi, que también está acreditado fue el autor de las pinturas de la cúpula, que, junto con pinturas murales de Andreas Kowalski, muestran la muerte, sepultura y gloria celestial de Santa Isabel. La estatua de Santa Isabel fue creada por Ercole Ferrata, alumno de Bernini. Frente al altar, en el otro lado de la capilla, está la tumba del cardenal, obra de Domenico Guidi, otro de los pupilos de Bernini. Representa al cardenal arrodillado rodeado de alegorías de la Verdad y la Eternidad. Por encima de la puerta de la iglesia hay un busto del cardenal ejecutado por el taller de Bernini.
- Capilla Mariana, gótica, directamente detrás del coro, construida por el arquitecto Peschel bajo las órdenes del obispo Preczlaw de Pogarell en 1354-1365. Además de la tumba de su fundador también alberga la tumba del obispo Juan IV Roth, obra de Peter Fischer el Viejo. Una famosa historia de la Segunda Guerra Mundial se refería a una famosamente bella estatua de mármol de la Virgen y el Niño, creada por Carl Johann Steinhäuser en 1854, que se mantuvo en la capilla. Cuando los rusos bombardearon la catedral, las llamas se detuvieron milagrosamente delante de la estatua caída, preservando las tres capillas traseras de la destrucción. A pesar de la caída, el bombardeo y la destrucción general, la estatua permaneció ilesa.
- Capilla del Elector o capilla de Corpus Christi, en el lado norte, de estilo barroco, construida en 1716-1724 como mausoleo del obispo conde Palatino Francisco Luis de Neuburg. Francisco Luis fue también obispo de Tréveris y de Magdeburgo, haciendo de él uno de los electores con derecho a elegir al emperador alemán, de ahí el nombre de la capilla. Fue diseñada por el arquitecto vienés Johann Bernhard Fischer von Erlach. Las pinturas decorativas fueron obra de Carlo Carlone y las esculturas que de Fernando Brokoff.
- Capilla de San Juan el Bautista, junto a la torre noreste de la catedral, construida en 1408 y más tarde reconstruida como mausoleo del obispo Johann V Thurzo.
- Capilla del Redentor, ahora capilla del Santísimo Sacramento, construida en 1671-1672 por orden del canónigo Johann Jacob Brunetti con un diseño de Carlo Rossi. La decoración de estuco fue obra de Domenico Antonio Rossi. La capilla tiene epitafios o su fundador o a su hermano, el obispo auxiliar Johann Brunetti. Se encuentra en el cuarto tramo de la nave sur.
- Capilla de la Resurrección, antes  capilla mortuoria, construida en 1749 gracias a una donación del dean Johann Christoph von Rummerskirch con un diseño posiblemente de Bartholomäus Wittwer. La pantalla fue obra de Felix Anton Scheffler: los estucos y pinturas son de Raphael Joseph Albert Schall y Theodor Hammacher. Se encuentra en la segunda tramo del norte aisle.
- Capilla de San Casimiro, anteriormente dedicada a San Leopoldo, era antes el hogar de un famoso tríptico encargado en 1468 por el canónigo Pedro von Wartenberg. Sin embargo, después de la Segunda Guerra Mundial el cuadro fue enviado al Museo Nacional de Varsovia.

## Enterramientos
- Príncipe-obispo Preczlaw de Pogarell, 1376
- Príncipe-obispo Johann IV Roth, 1506
- Príncipe-obispo Johann V Thurzo, 1520
- Príncipe-obispo Conde Palatino Francisco Luis de Neuburgo, 1732
- Arzobispo Bolesław Kominek, 1974
- Arzobispo Adolf Bertram, 1991